# Eyalet de Raqqa
1586–1864
Entités précédentes :
- Pachalik de Diyarbakır (partie)

Entités suivantes :
- Vilayet de Mamouret-ul-Aziz (partie)
- Vilayet d'Alep (partie)

L'eyalet de Raqqa (ایالت رقه, Eyālet-i Raqqa en turc ottoman), aussi appelé pachalik d'Urfa, est une province de l'Empire ottoman qui a existé de 1586 à 1864. La résidence habituelle du pacha (gouverneur) n'était pas Raqqa (Rakka), sur l'Euphrate, mais Urfa, l'ancienne Édesse, al-Ruhâ en arabe, aujourd'hui Şanlıurfa, à 200 km plus au nord. Cette province est supprimée en 1864 à l'occasion de la réforme administrative qui transforme les eyalets en vilayets. Son territoire est aujourd'hui partagé entre la Syrie et la Turquie.

## Territoire

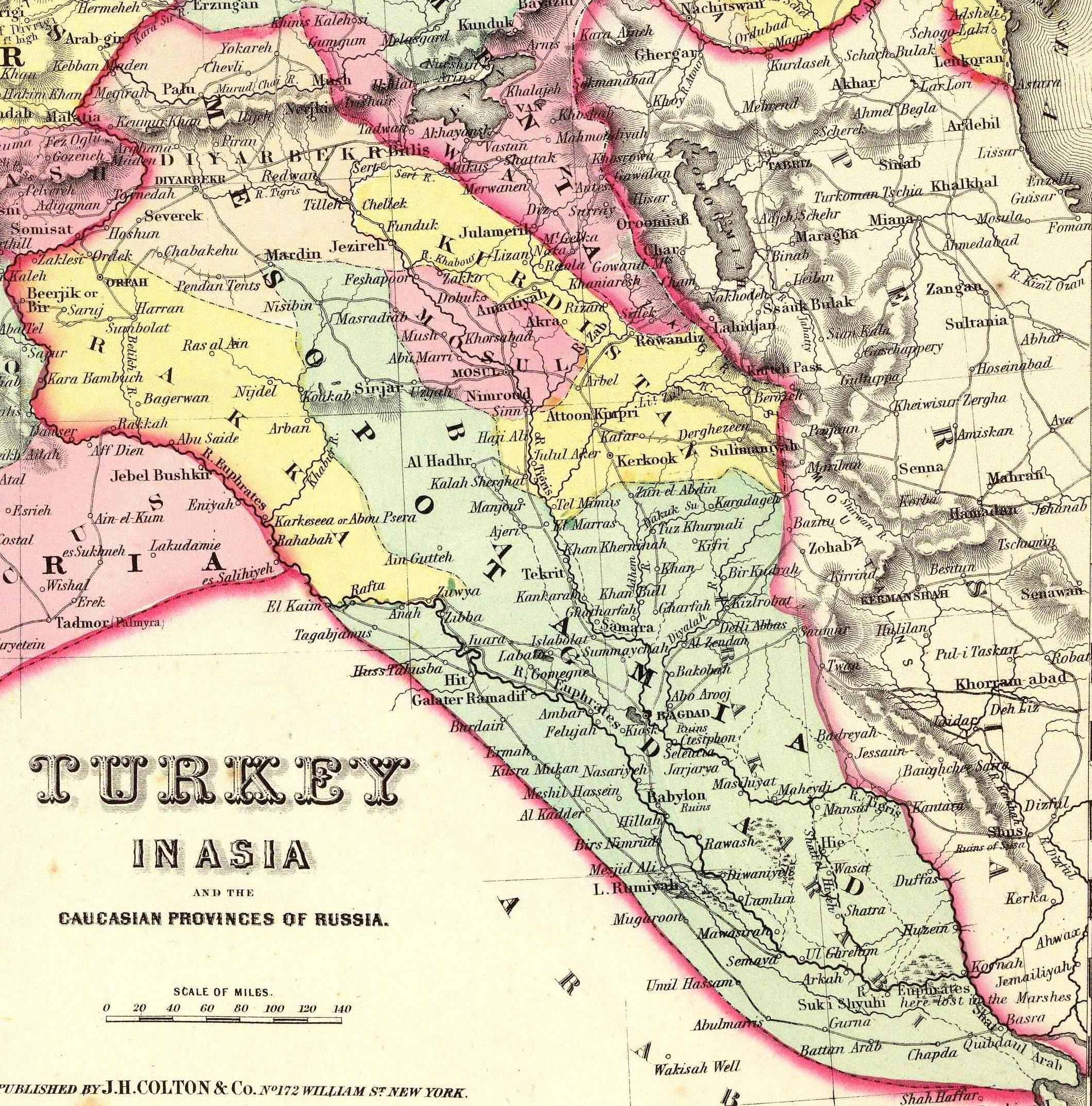
Turquie d'Asie (détail). L'eyalet de Rakka est en jaune, à l'ouest. Carte par George Woolworth Colton, 1856

Cette province est détachée en 1586 du Pachalik de Diyarbakır. Elle est limitée à l'ouest et au sud par l'Euphrate, bordée au nord par l'eyalet de Dulkadir (Marash) et celui de Diyarbakır, à l'ouest par l'eyalet d'Alep, au sud par celui de Syrie (Damas), à l'est par celui de Bagdad.
Selon l'Encyclopaedia Britannica, au XIXe siècle, Urfa, la capitale, compte environ 50 000 habitants dont 2 000 chrétiens, surtout Arméniens et Assyriens, et 500 juifs, le reste étant musulman. La ville est située sur un terrain plat, entourée par une muraille de trois ou quatre milles (5 à 6 km). Ses rues sont étroites mais pavées et généralement propres. Elle est dotée d'un bazar important, 4 ou 5 hammams et 15 mosquées, la plus importante étant celle d'Ibrahim al-Khalil (le patriarche Abraham). L'artisanat, peu développé, fournit surtout le marché régional, mais la ville se trouve sur la route des caravanes entre Alep et la Perse. Plusieurs caravansérails se situent hors des murailles : le plus grand compte 100 chambres de 8 à 10 places et peut accueillir 100 chameaux dans sa cour intérieure. L'enceinte d'Urfa est bordée à l'ouest par des cimetières et des jardins, à l'est et au sud-est par une plaine fertile, au sud-ouest par une colline surplombant la ville où se trouvent les ruines de l'ancien château que les habitants présentent comme celui de Nemrod. Le sud de la province est généralement aride, parcouru par des Arabes nomades, tandis que le nord et l'ouest sont plus montagneux et plus peuplés.

## Subdivisions
La province est divisée en plusieurs sandjaks (districts) qui sont, au XVIIe siècle :
1. Sandjak de Jemasa
2. Sandjak de Harpout
3. Sandjak de Deir Rahba (Qasr al-Rahba)
4. Sandjak des Banu Rabiah (en)
5. Sandjak de Suruç
6. Sandjak de Harran
7. Sandjak de Raqqa
8. Sandjak de Roha (Urfa), résidence du pacha

## Images

Images de l'eyalet de Raqqa
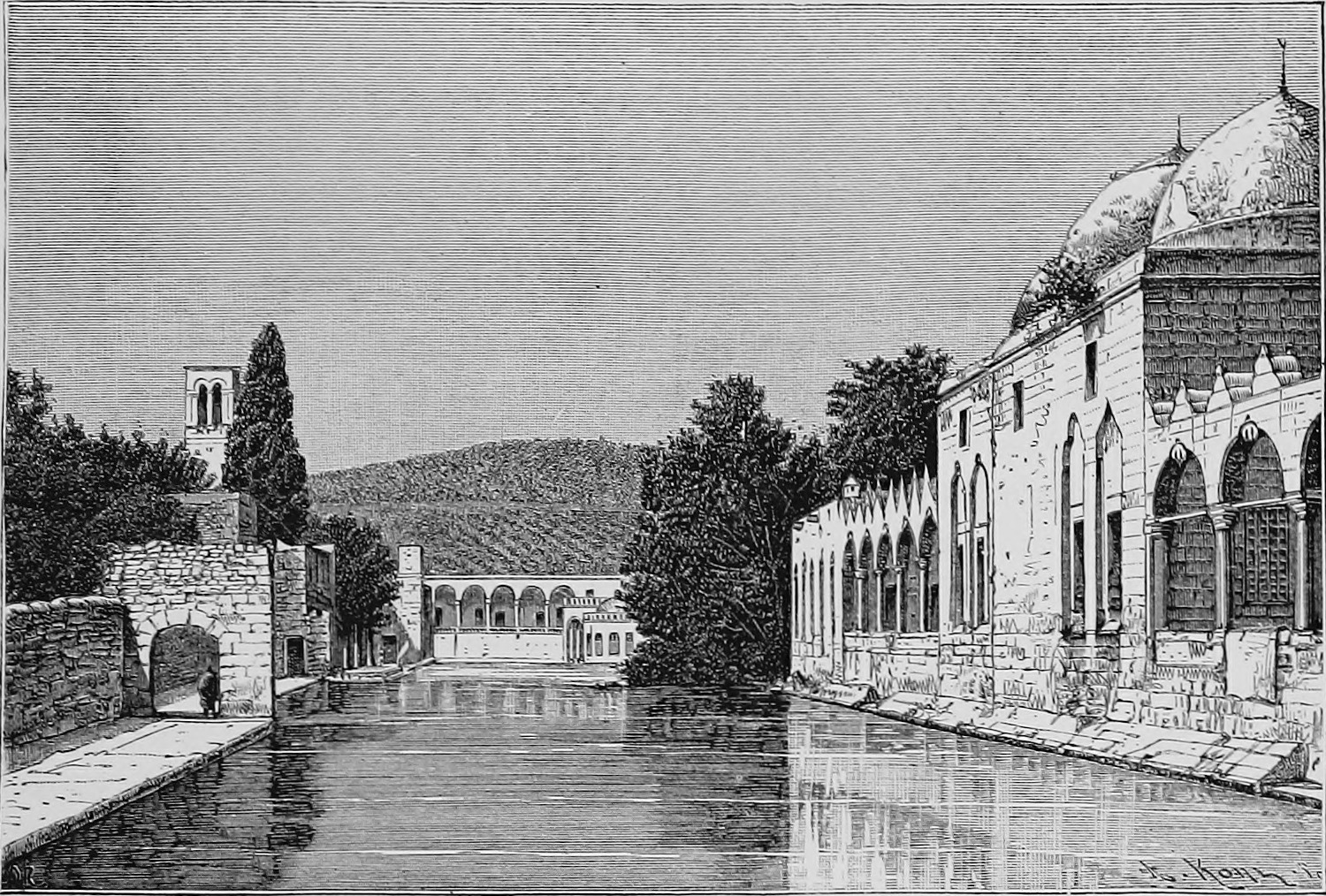
Fontaine d'Abraham à Şanlıurfa. Elisée Reclus, 1876
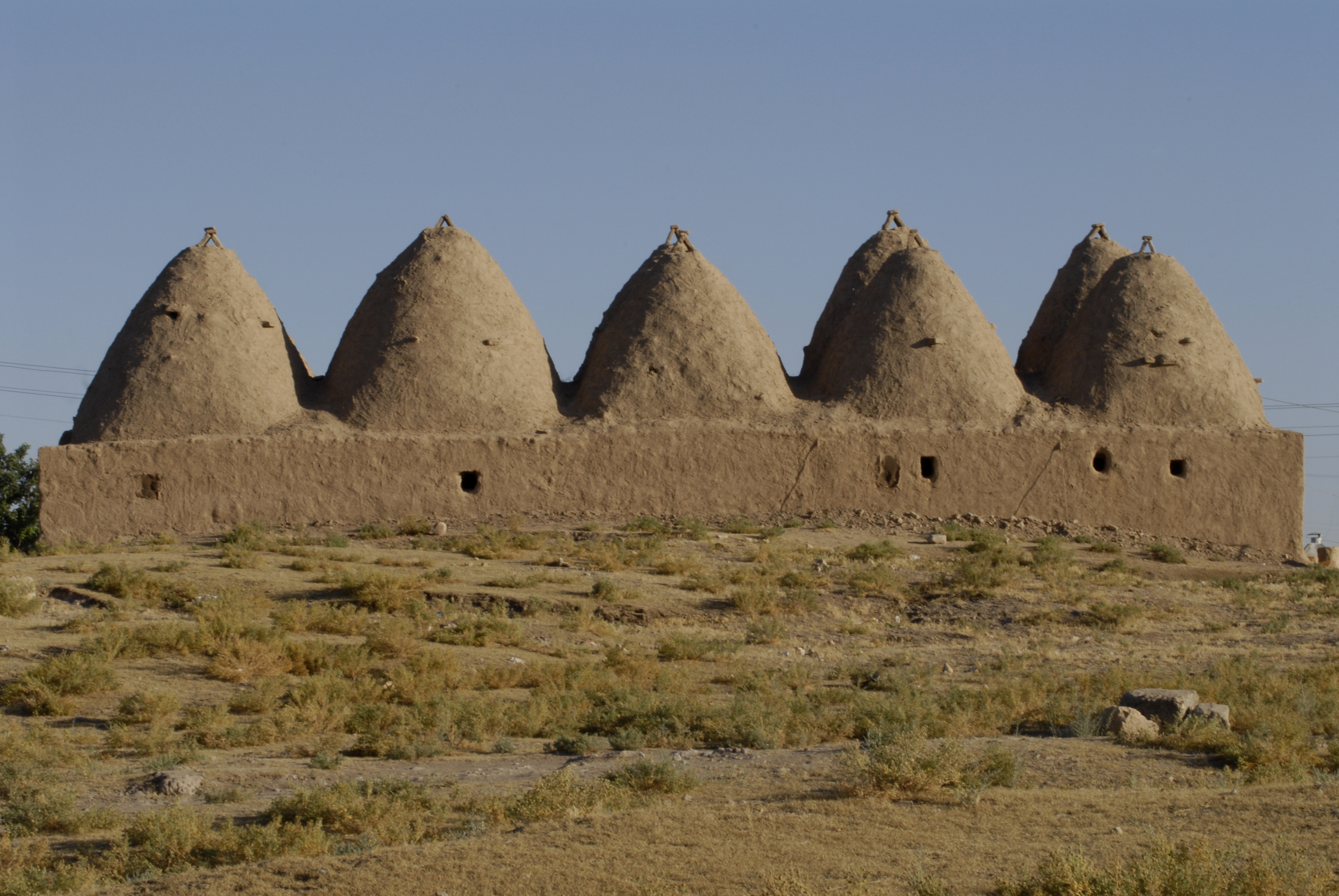
Maisons traditionnelles de Harran
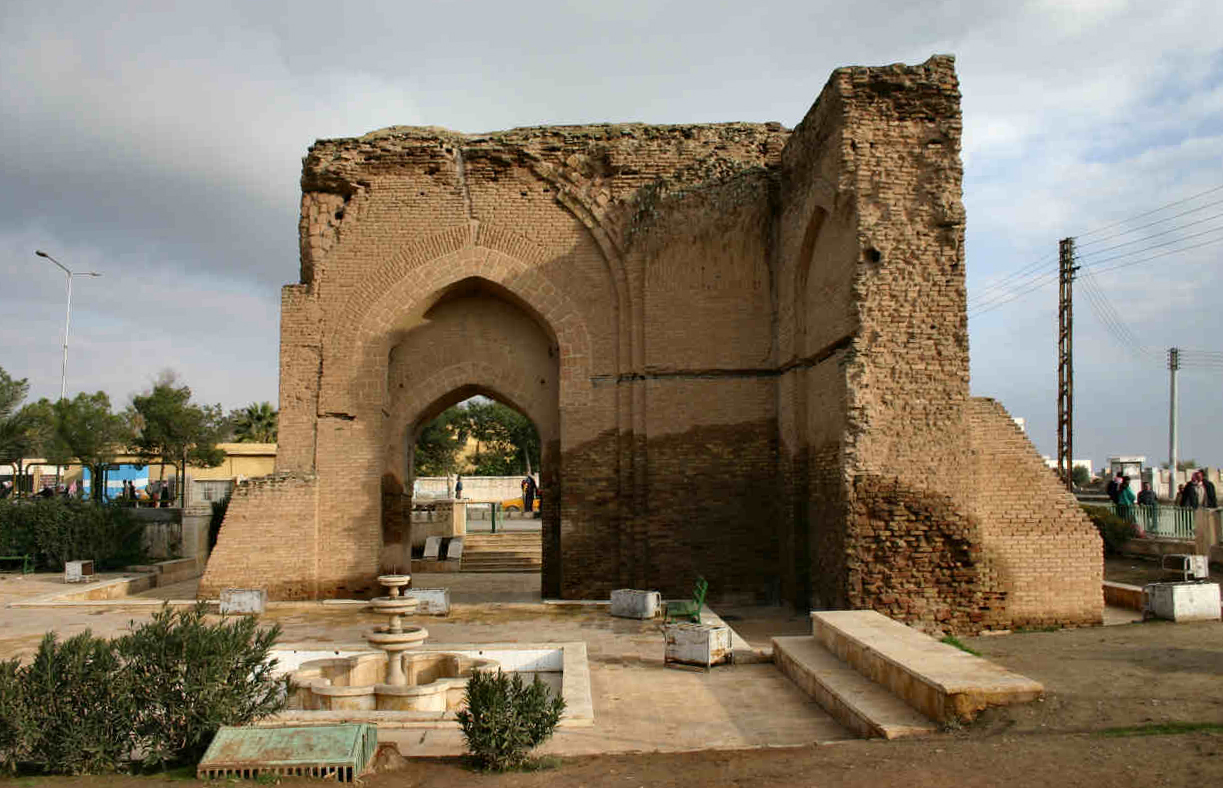
Porte de Bagdad à Raqqa, époque abbasside

### Sources et bibliographie
- (en) Cet article est partiellement ou en totalité issu de l’article de Wikipédia en anglais intitulé « Rakka Eyalet » (voir la liste des auteurs) dans sa version du 16 février 2017.
- The Encyclopaedia Britannica, Or, Dictionary of Arts, Sciences, and General Litterature, Volume 16, art. "Orfa or Ourfa", 1842, p. 528